# Пікринова кислота

Пікринова кислота

Пікринова кислота (2,4,6-тринітрофенол) — бризантна вибухова речовина нормальної потужності. Це жовті кристали, погано розчинні у воді. Подразнює дихальні шляхи.

## Властивості
Погано розчиняється у холодній воді, помірно у теплій. Чутливість до ударів, тертя і теплових подразників вища за чутливість тротилу; від прострілу кулі може вибухнути. Від капсуль-детонатора № 8 надійно вибухає у порошкоподібному і пресованому вигляді, у литому вигляді — не завжди, тому потребує проміжного детонатору. Детонаційний об'єм не менше 350 мл. Мінімальний ініціювальний об'єм 0,06 г.
Горить полум’ям, що сильно коптить, горіння може перейти в детонацію. Задля безпеки зберігається у воді. Хімічно стійка. Взаємодіє із металами (за винятком олова), утворюючи солі (пікрати), які у більшості випадків більш чутливі до механічних впливів, ніж сама пікринова кислота (особливо пікрати заліза і свинцю).
Використовується як в чистому вигляді, так і у вигляді різноманітних сплавів із динітронафталіном для спорядження боєприпасів.

## Добування в лабораторії
- 100 г фенолу повільно доливають до 500 г концентрованої сірчаної кислоти при поступовому підвищенні температури до 100 °С та витримують 100 °С 30 хвилин.
- Далі сульфофенол, що утворився, повільно при охолодженні доливають до 920 г 45 % азотної кислоти.
- Потім суміш нагрівають до 100 °С на водяній бані і підтримують цю температуру до завершення реакції при цьому виділяється дуже їдка темно-жовта пара з неприємним запахом.
- До суміші після охолодження додають трохи води. Нітрофенол, що виділився, відфільтровують та промивають водою.

## В художній літературі
Агата Крісті.— Убивство в будинку вікарія.